# Pyrestes nigricollis
Pyrestes nigricollis là một loài bọ cánh cứng trong họ Cerambycidae.